# Anna Saloména Hradišťská z Hořovic
Anna Saloména Hradištská z Hořovic (? – říjen 1632) byla česká šlechtična, manželka dvou významných českých šlechticů spojených s obdobím třicetileté války.

## Život

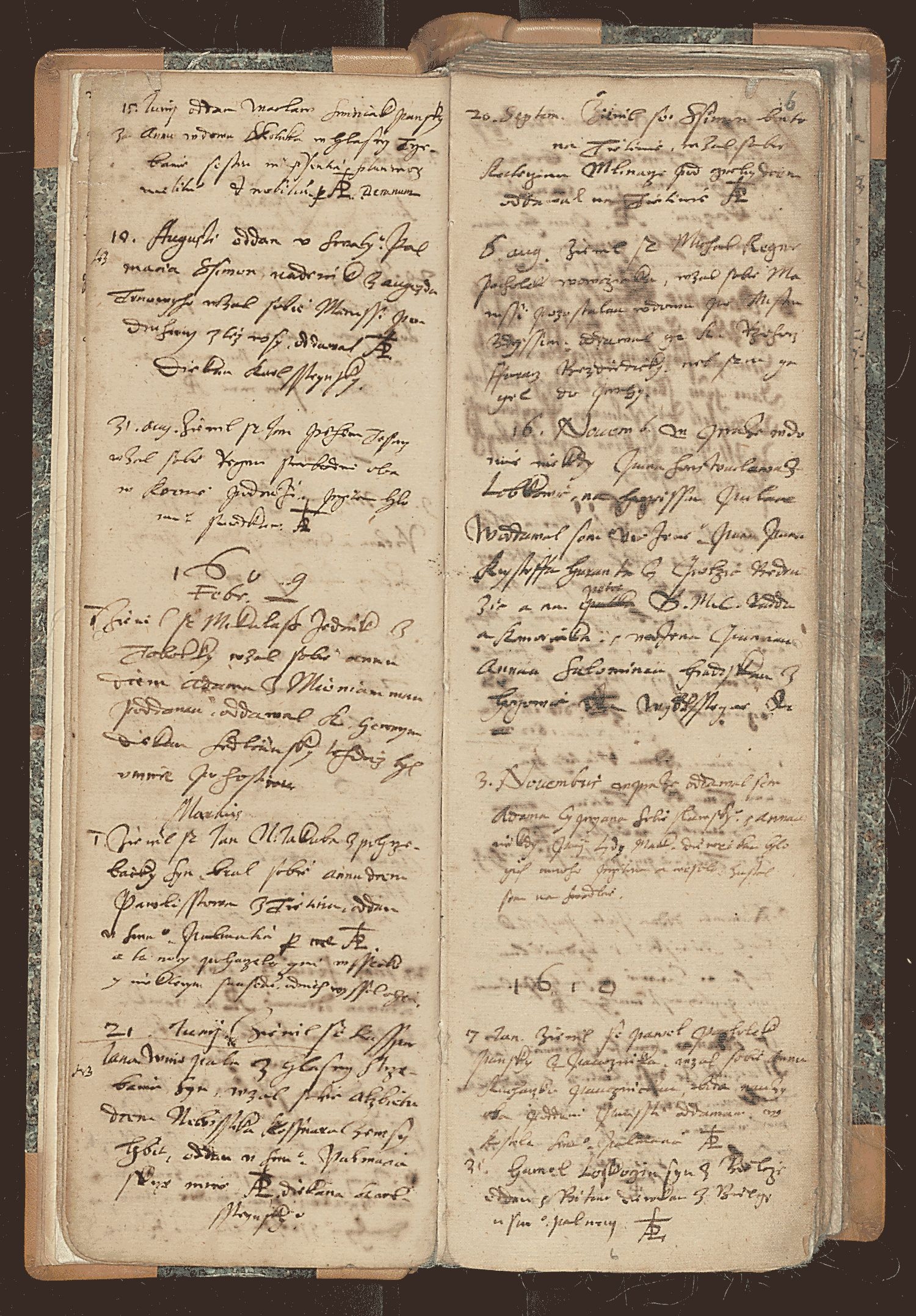
Matriční záznam o třetím sňatku Kryštofa Haranta z Polžic a Bezdružic a Anny Salomeny Hradišťské z Hořovic dne 16. listopadu 1609 v Praze.

Anna Saloména byla nejmladší dcerou Jana Hradištského z Hořovic na Hradišti, Vildštejně a Žďáru a jeho manželky Anny Pauzarové z Michnic.
Pocházela z váženého rodu a byla bohatá, na druhou stranu však také panovačná, citově přelétavá a náladová. Dne 16. listopadu 1609 se stala třetí manželkou Kryštofa Haranta z Polžic a Bezdružic. Veselka se konala v malostranském domě Jana Václava z Lobkovic. Manželství trvalo 12 let a skončilo 21. června 1621 Harantovou popravou na Staroměstském náměstí v Praze.
V pobělohorské době měla jako vdova po odsouzeném Harantovi značně složitý život a musela hájit nárok svých potomků na otcovy majetky. Dne 9. února[zdroj?] 1625 se podruhé provdala – stala se druhou manželkou Heřmana Václava Černína z Chudenic.
Anna Saloména Hradišťská z Hořovic zemřela v říjnu 1632.

### Potomci
Všechny její děti pocházely z manželství s Kryštofem Harantem z Polžic a Bezdružic:
- Jan Vilém (září/říjen 1610 - 1644), podplukovník v císařském vojsku,
- Leopold Jiří (mezi 1611 a 1614 - 1652), u dvora vykonával úřad nejvyššího stolníka (truchsese), byl plukovníkem císařského vojska (zastřelen v roce 1652),
- Václav Rudolf (duben 1616 - 1664), vstoupil do augustiniánského řádu a zemřel jako převor kláštera bosých augustiniánů u kostela sv. Václava na Novém Městě pražském
- Sybilla (1620 - 1625 nebo 1626)[3] - Sybilla zemřela nejdříve po 9. srpnu 1625, kdy Anna Saloména postoupila veškerý svůj movitý i nemovitý majetek svému druhému manželovi Heřmanu Černínovi pod podmínkou, že „by jejím dětem z prvního manželství Harantům Janu Vilémovi, Leopoldu Jiříkovi, Václavu Rudolfovi a Sybille vyplatil na rovné díly (po 25 000 kop grošů) 100 000 kop grošů míšenských, které na statku Pecce pojištěny byly“.[4]